# Дроздово (Куявсько-Поморське воєводство)
Дроздово (пол. Drozdowo) — село в Польщі, у гміні Швеці Свецького повіту Куявсько-Поморського воєводства.
Населення — 129 осіб (2011).
У 1975—1998 роках село належало до Бидгощського воєводства.

## Демографія
Демографічна структура станом на 31 березня 2011 року:
|          | Загалом | Допрацездатний вік | Працездатний вік | Постпрацездатний вік |
| -------- | ------- | ------------------ | ---------------- | -------------------- |
| Чоловіки | 70      | 15                 | 47               | 8                    |
| Жінки    | 59      | 14                 | 31               | 14                   |
| Разом    | 129     | 29                 | 78               | 22                   |